# 白背櫟
白背櫟（学名：Quercus salicina）為殼斗科櫟屬下的一個種。种加名 salicina 意为“柳叶状的”。